# AB 41 (VBC)
O AB 41 ou Autoblinda 41 foi um Veículo Blindado de Combate (VBC) das forças italianas durante a Segunda Guerra Mundial, também utilizado pelas forças da Alemanha Nazista.
| {{{caption}}}          |
| Três AB 41 nos Bálcãs. |

| {{{caption}}}                                                            |
| Tropas de reconhecimento alemãs no sul da Itália, utilizando dois AB 41. |